# Ганс Рюпе
Ганс Рюпе (нім. Hans Rupé ; 5 квітня 1886, Варшава — 7 квітня 1947, Мюнхен) — німецький історик мистецтва і перекладач з давньогрецької; здобув відомість завдяки перекладам Сапфо, Евріпіда та Гомера.

## Біографія
Ганс Рюпе народився Варшаві 5 квітня 1886 року; він здобув середню освіту у дрезденській гімназії «Vitzthum». Після її закінчення Рюпе вивчав історії мистецтва в Женеві, Мюнхені (з 1911 року), Берліні та Парижі, а також — у Фрайбурзі ; в університеті Фрайбурга він захистив у 1912 році дисертацію на тему, пов'язану з роботами німецького художника Ганса Бургкмайра-старшого і отримав докторський ступінь. У 1915 році познайомився з юристом і філософом Карлом Шміттом. З 1922 Ганс Рюпе працював консерватором у Баварському національному музеї в Мюнхені, де поступово досяг посади головного консерватора. Зокрема, у музеї він відповідав за відділ кераміки.
Проте найбільшу відомість Ганс Рюпе здобув завдяки своїм перекладам античної літератури з давньогрецької мови на німецькку. Він перекладав лірику Сапфо, п'єсу «Алкеста» Евріпіда та «Іліаду» Гомера. Рюпе помер у Мюнхені 7 квітня 1947 року і був похований на місцевому цвинтарі.

## Праці
- Beiträge zum Werke Hans Burgkmairs des Alteren. Freiburg, 1912 [дисертація].
- Der Paehler Altar im Bayerischen Nationalmuseum. Verlag für praktische Kunstwissenschaft F. H. Weizinger & Co. , München, 1922.
- Thomas Murners Schelmenzunft. Faksimile-Ausgabe der im Jahre 1513 in Augsburg gedruckten und mit Holzschnitten von Burgkmair versehenen Original-Ausgabe , mit einem Nachwort von Hans Rupe. Filser, Augsburg, 1926.
- Katalog süddeutscher und mitteldeutscher Fayencen aus dem Vermächtnis Paul Heiland. Bayerisches Nationalmuseum, München, 1934.
- Divertimenti. Reden und Aufsätze. Rinn, München, 1948.

Переклади:
- Homers Ilias. Auf Grund der Übersetzung von Johann Heinrich Voß verdeutscht von Hans Rupé (Tempel Klassiker). 2 Bände. Tempel-Verlag, Leipzig, 1922/1929.
- Euripides: Alkestis. Dr. B. Filser, Augsburg, 1925.
- Sappho: Carmina. Holle & Co. , Berlin, 1936.
- Sappho. Griechisch und deutsch (Tusculum-Bücherei). Heimeran, München, 1944; 2. Auflage, 1945.
- Homer: Ilias (Tusculum-Bücherei). 2 Bände. Heimeran, München, 1948.